# Iskandar di Johor
Il brigadier generale Mahmud Iskandar Al-Haj ibni Ismail Al-Khalidi (Johor Bahru, 8 aprile 1932 – Johor Bahru, 22 gennaio 2010) è stato sultano di Johor dal 1981 al 2010 e Yang di-Pertuan Agong della Malaysia dal 1984 al 1989.
Come suo nonno, il sultano Ibrahim, il punto di vista del sultano Iskandar ha portato a rapporti tesi con il governo federale della Malesia in numerose occasioni. I maggiori conflitti avvennero durante i suoi giorni come Yang di-Pertuan Agong, quando una serie di scandali di rilievo pubblico coinvolsero il monarca. Tuttavia, Iskandar aveva fama di mostrare grande preoccupazione per i suoi sudditi, e si è guadagnato, col tempo, la loro grande stima, in particolare dei malesi e degli Orang Asli.
Il sultano Iskandar ha fama di essere stato un personaggio fedele alla sua carica, eccezion fatta di tanto in tanto dicendo la sua opinione su questioni governative. Sul lato personale, i soggetti che hanno affrontato personalmente il sultano nei suoi ultimi anni lo ha descritto come una persona calorosa e generosa. Tuttavia, in passato non erano mancati episodi nei quali aveva dimostrato un forte temperamento. Le sue punizioni sono ricordate come atroci e spesso sproporzionate alla gravità dei reati. Queste affermazioni sono state fatte citando degli incidenti noti del passato, che includevano la temporanea revoca del titolo di Mahkota (principe ereditario) da parte del padre, nel 1961, come pure come una serie di presunti reati che si verificano tra il 1970 e il 1990 che sono stati pubblicati sulla stampa e hanno provocato diffusa indignazione morale all'interno del pubblico malese.
In gioventù Iskandar era comunemente conosciuto con il suo nome di battesimo, Mahmud o con il suo nome completo Mahmud Iskandar. Ha in gran parte sospeso l'uso del suo nome dopo essere diventato sultano nel 1981, anche se alcune persone si riferivano a lui con il suo nome completo su base occasionale.

## Primi anni di vita
Il sultano Iskandar (noto come Mahmud Iskandar fino all'ascesa al trono) è nato all'Istana Semayam di Johor Bahru l'8 aprile 1932, terzo figlio del sultano Ismail di Johor e della consorte Ungku Tun Aminah. Aveva due fratelli maggiori che morirono in tenera età. Mahmud ha ricevuto la sua educazione primaria e secondaria alla Ngee Heng Primary School e al Collegio inglese di Johor Bahru (ora Maktab Sultan Abu Bakar). Nel 1952, fu inviato in Australia, per l'istruzione superiore alla Trinity Grammar School. Dopo la laurea nel 1953, Mahmud si è recato nell'isola di Wight nel Regno Unito, dove ha frequentato l'Upper Chine School per tre anni. Dopo aver completato i suoi studi, Mahmud è tornato in Malesia nel 1956 ed ha brevemente servito come ufficiale cadetto nel Servizio civile di Johor, negli uffici degli affari distrettuali, dei terreni e del tesoro fino alla sua nomina a Mahkota di Johor nel maggio 1959.
Nel 1956, sposò Josephine Trevorrow, originaria della Cornovaglia, dalla quale ha avuto quattro figli, tra cui il principe ereditario e suo successore, Ibrahim Ismail. Il matrimonio si è concluso con il divorzio nel 1962. Si è risposato nel 1961 (poco prima del suo divorzio dalla Trevorrow) con Tunku Puan Zanariah, della famiglia reale del Kelantan. I due hanno avuto sei figli. Gli analisti come Kate Wharton hanno osservato che i riferimenti letterari al matrimonio tra la Trevorrow con il monarca è stato accuratamente omesso in tutte le biografie ufficiali.
Mahmud è stato Mahkota di Johor dal 1959 al 1961 e Raja Muda dal 1966 al 1981. Il 29 aprile 1981, è stato nuovamente nominato Mahkota poco prima della morte del padre.

## Sultano di Johor e Yang di-Pertuan Agong della Malesia
Il 10 maggio del 1981, Mahmud è stato nominato Reggente di Johor in seguito alla morte del padre e ha prestato giuramento come sultano un giorno più tardi, poco prima della sepoltura del genitore. A sua volta, il suo fratello più giovane, Abdul Rahman, ex Mahkota di Johor per venti anni sotto il padre, è stato nominato Bendahara di Johor, carica che ha ricoperto fino alla sua morte nel 1989. Nello stesso anno, il 12 dicembre, Iskandar è stato nominato cancelliere dell'Università della Tecnologia della Malesia. A differenza dei predecessori non è mai stato incoronato.
In base al sistema della monarchia elettiva malese, il monarca è stato eletto alla carica di Yang Di-Pertuan Agong il 9 febbraio 1984 dalla Conferenza dei regnanti, poco prima della fine del mandato del suo predecessore, il 26 aprile successivo. La cerimonia di investitura reale si è tenuta poco dopo. Iskandar ha servito in qualità di Yang di-Pertuan Agong fino al 1989, quando gli succedette il sultano di Perak. Come Yang di-Pertuan Agong, Iskandar è stato designato automaticamente in base alle disposizioni costituzionali, Comandante supremo delle Forze Armate malesi, con il rango di maresciallo della Forza aerea, ammiraglio della flotta della Marina militare e feldmaresciallo dell'esercito.

### Affari di Stato
Il sultano Iskandar ha organizzato eventi annuali aprendo le porte delle sue residenze dell'Istana Bukit Serene, la sua dimora ufficiale, e dell'Istana Besar. In quei giorni, il sultano e il suo figlio maggiore, il Mahkota, hanno tenuto ricevimenti speciali in cui la popolazione poteva avvicinarlo e omaggiarlo. Il monarca ha anche concesso premi onorifici nelle lista d'onore del compleanno ai cittadini meritevoli. Il governo dello stato ha stabilito l'8 aprile, come festività in occasione del suo compleanno.
Poco prima di diventare Agong, nell'aprile 1984, Iskandar ha pubblicato una proposta in cui sosteneva che gli Orang Asli dovessero essere indicati come "Bumiputera Asli" (letteralmente, figli della terra originali). Il monarca sosteneva che queste popolazioni hanno mantenuto un'identità distinta dai malesi in quanto la maggior parte di loro non erano musulmani. La proposta è stata successivamente scartata, e il governo ha fatto successivi tentativi di assimilare gli Orang Aslis nella società malese tradizionale. Dopo l'inizio del suo mandato come Yang di-Pertuan Agong, ha donato il suo stipendio di Agong a varie borse di studio aperte ai malesi di tutte le etnie.
Iskandar nel 2007 ha stabilito che le residenze e gli immobili di proprietà del sultano e del mahkota si dovessero chiamare "istana", mentre le residenze appartenenti ad altri membri della famiglia reale devono essere conosciuto come "kediaman". I termini "istana" e "kediaman" si traducono come "palazzo" e "residenza". Nel dicembre successivo il monarca ha dato la sua approvazione al disegno di legge proposto del governo dello stato che vietava ai musulmani di praticare lo yoga, affermando che gli elementi indù dell'esercizio andavano contro gli insegnamenti islamici. Domande per cercare il consenso del sultano sono venute dal consiglio religioso di Stato, che ha agito sotto le direttive del Consiglio nazionale della Fatwā.
Il sovrano ha inaugurato il restaurato complesso delle dogane, dell'immigrazione e della quarantena del sultanato il 1º dicembre 2008, alla presenza del mahkota e di diversi ministri chiave. Il complesso è stato a lui intitolato.

### Relazioni con l'estero
Fin dalla sua ascesa al trono, Iskandar ha favorito particolarmente gli stretti legami di vicinato con Singapore, attraverso lo sviluppo di un rapporto personale con i principali leader della nazione. Questa pratica è stata ripresa anche dai suoi figli, il mahkota e il bendahara. I rapporti dei media hanno sottolineato la particolare e calda accoglienza che i leader di entrambi i paesi hanno ricevuto ogni volta che hanno visitato l'altro paese, in particolare, nel luglio 1988, quando la visita del sultano Iskandar a Singapore ha segnato la prima visita ufficiale di uno Yang di-Pertuan Agong dal 1957. In questi anni, al monarca sono stati assegnati i seguenti riconoscimenti da parte dei leader politici di Singapore:
- nel 1988 l'allora vice primo ministro di Singapore Goh Chok Tong gli ha assegnato il titolo di Dato' Paduka Mahkota Johor (Kehormat);[54]
- nel 2007 il sultano è stato nominato Maestro paracadutista onorario dall'allora ministro della difesa di Singapore Teo Chee Hean;[55]
- nel 2007 gli è stato conferito un dottorato in legge da parte dell'Università Nazionale di Singapore.[55]

Le relazioni con Singapore hanno subito una dura scossa dopo che la Corte internazionale di giustizia ha deciso a favore di questa nazione dopo una lunga battaglia legale sulla sovranità di Pedra Branca, un'isola al largo delle coste malesi. Alla sessione inaugurale della 12ª Assemblea Statale di Johor nel 2008, il Sultano ha dichiarato la sua posizione sulla sovranità della Malesia su Pedra Branca e ha promesso di trovare i mezzi legali per recuperare il possesso dell'isola.
Iskandar ha inoltre promosso una relazione abbastanza stretta con il sultano del Brunei, Hassanal Bolkiah, in particolare durante i suoi giorni come Yang di-Pertuan Agong. Nel 2006, furono visti insieme in pubblico, dopo che Hassanal Bolkiah ha fatto uno stato visita a Johor per esprimere il suo interesse per la Iskandar Development Region, un nuovo complesso abitativo e industriale.

## Controversie

### Successione
Prima della sua vita come sultano o Agong, e anche nel corso degli anni '80 e dell'inizio degli anni '90, la reputazione di Mahmud è stata più o meno segnata da una serie di veri o presunti episodi controversi che hanno suscitato l'attenzione occasionale da parte dei media. Il primo di questi fatti è stata la perdita dello status di Mahkota nel 1961, titolo che il padre, il sultano Ismail, gli aveva assegnato due anni prima, motivando tale scelta con la sua cattiva condotta dopo rapporti confidenziali che lo accusavano di aver fatto incarcerare un poliziotto senza motivo. Il fratello minore di Iskandar, Tunku Abdul Rahman è stato nominato Mahkota al suo posto. Tuttavia, nel 1966, Iskandar è stato nominato Raja Muda, mettendolo nella seconda posizione nella linea di successione al trono. Il 29 aprile del 1981, Mahmud è stato reintegrato come Mahkota poco prima della morte del padre. Il mese successivo è succeduto al genitore.
Tuttavia, alcuni testimoni oculari hanno contestato la legittimità della riconferma di Mahmud come Mahkota, sostenendo che al momento della nomina a reggente, il sultano Ismail fosse già in coma. L'agenzia di stampa Records ha dichiarato che il sultano Ismail cadde in coma l'8 maggio, tre giorni prima della sua morte. I rapporti con il Menteri Besar di Johor, Othman Saat si sono deteriorati quando quest'ultimo ha messo in discussione la legittimità di Iskandar sul trono. Ciò ha portato ad un incidente che ha visto il sultano emettere un ordine al Menteri Besar di lasciare il suo ufficio entro 24 ore, poco dopo la morte di Ismail, adducendo come ragione la necessità di spazio per nuovi uffici. Il capo dell'esecutivo ha ascoltato il suo ordine, anche se il sultano non si mosse come aveva detto. Othman Saat si è dimesso l'anno successivo dalla carica di capo del governo.

### Accuse di cattiva condotta criminale
Nel 1972, Mahmud è stato accusato di aver aggredito con una mazza due uomini che lo avevano sorpassato in auto ed è stato condannato l'anno successivo. Un anno dopo, alcuni rapporti hanno fatto emergere un altro attacco simile a una giovane coppia, quando Iskandar, insieme con il suo bodyguard, li attaccò con prodotti chimici e con una mazza dopo che questi lo avevano offeso. Un altro presunto incidente avvenuto in questo periodo vede Mahmud accusato di aver incatenato due poliziotti in un canile per un giorno dopo che lo avevano fatto arrabbiare.
Cinque anni più tardi, Mahmud è stato accusato e condannato per omicidio colposo dopo che aveva ucciso un uomo vicino al suo elicottero privato che si riteneva essere un contrabbandiere. In entrambi i casi, il padre, il sultano Ismail, è intervenuto e ha concesso il perdono ufficiale a Mahmud. Allo stesso modo, suo figlio maggiore, Ibrahim Ismail, è stato condannato nel 1980 per aver ucciso un uomo a colpi di pistola in un locale notturno durante una rissa, ma è stato rapidamente graziato.
Nel 1987, il sultano Iskandar è stato accusato di aver causato la morte di un caddie golf di Cameron Highlands, dopo che questo lo aveva deriso per aver mancato una buca. Tunku Abdul Rahman, Primo ministro della Malesia, ha sottolineato che il monarca (a quel tempo Re Supremo) non poteva essere perseguito a causa della immunità che è accordata ai governanti, ma, allo stesso tempo, ha condannato le azioni del monarca. Alla fine la questione è stata dimenticata dal pubblico. Il fratello del caddie, che ha subito lesioni nell'incidente, essendo afflitto da quello che ha visto, si è fatto temporaneamente ricoverare in un ospedale psichiatrico.

### Incidente Gomez

#### Il fatto
Alla fine del 1992, due casi di aggressione separati perpetrati dal sovrano stesso così come dal suo figlio più giovane, Abdul Majid Idris, verso gli appartenenti ad una squadra di hockey culminarono nella spoliazione dell'immunità dei governanti in caso di azione penale. Entrambi i casi hanno ricevuto notevoli titoli nei notiziari locali e internazionali che lo hanno definito "L'incidente Gomez". La serie di eventi è cominciata il avvenuto il 10 luglio 1992, quando il secondo figlio del sultano Iskandar, il Bendahara Abdul Majid Idris, ha perso la calma durante una partita di hockey che la squadra nazionale ha perso con un punto di penalità contro quella del Perak. In tale occasione il principe ha aggredito il portiere del Perak, Mohamed Mohamed Jaafar Vello. Il giocatore ha sporto denuncia alla polizia il 30 luglio successivo. L'incidente ha suscitato l'attenzione del pubblico, in particolare quando la questione è stata discussa in Parlamento. Il fatto ha provocato l'emissione nei confronti del figlio del monarca da parte della Federazione malese dell'hockey di un divieto di partecipare ai tornei di cinque anni. Majid fu in seguito condannato ad un anno di carcere per aggressione nel gennaio 1993 e ad una multa di 2000 ringgit. In seguito, è stato rilasciato su cauzione e queste accuse sono state successivamente abbandonate per motivi di immunità, che era in vigore nel momento in cui l'atto è stato commesso.
Il sultano ha risposto al divieto mettendo sotto pressione le autorità statali minacciando di far ritirare le squadre di Johor da tutti i tornei nazionali. Nel novembre 1992, Douglas Gomez, allenatore della squadra di hockey su prato Maktab Sultan Abu Bakar, ha espresso il suo dispiacere per l'essere stato costretto a ritirarsi da una semifinale dal direttore del Dipartimento dell'educazione di Johor. Il fatto ha attirato l'attenzione del monarca, che ha personalmente convocato Gomez nel suo palazzo, l'Istana Bukit Serene, dove è stato prontamente rimproverato e aggredito dal sultano. A seguito del pestaggio subito, Gomez ha subito un trattamento al viso e allo stomaco. Successivamente, ha presentato una denuncia alla polizia contro il sultano accusandolo di aggressione. Gomez ha affermato che le guardie del corpo del monarca e i membri del personale militare presenti, sono stati meri spettatori, e che il sovrano era l'unico responsabile delle lesioni subite.

#### Le risposte del pubblico
L'assalto ha provocato una protesta pubblica per l'evento, che ha messo sotto pressione tutti i livelli di governo, fino ai vertici dell'esecutivo federale per indagare sulla questione. Alla fine del 1992 e all'inizio del 1993, sono stati pubblicati decine di articoli che citavano i misfatti delle famiglie reali dei diversi stati, ma in particolare del sultano Iskandar stesso. Il monarca, tuttavia ha sostenuto il maggior peso della reazione popolare anche se molti fatti non lo avevano visto come protagonista diretto.
L'ondata di critiche della stampa e del pubblico ha indotto i membri del Parlamento della Camera dei Rappresentanti a convocare una sessione speciale, il 10 dicembre 1992. Tutti i 96 parlamentari presenti quel giorno hanno deliberato all'unanimità la necessità di un contenimento delle azioni criminali di alcuni regnanti. Nel corso della riunione straordinaria, i parlamentari hanno comunicato che sul monarca e su due suoi figli pendevano 23 casi di aggressione e omicidio colposo, cinque dei quali sono stati casi commessi dal sultano dopo il 1981, due casi da parte del Mahkota e tre dal Bendahara.
Un disegno di legge è stata approvata sia dalla Camera che dal Senato, il 19 e il 20 gennaio 1993. Nell'atto, si proponeva di togliere l'immunità legale. Dei nove monarchi, sei erano favorevoli, ma tre, ovvero Iskandar, il sultano Ismail Petra di Kelantan si sono opposti duramente. Il disegno di legge, proponeva di togliere ai governanti e ai membri delle famiglie reali l'immunità legale, rendendoli perseguibili dalla legge in ogni caso di malefatte penali provate.
Iskandar ha organizzato una manifestazione che si sarebbe dovuta tenere fuori dal palazzo, con l'obiettivo di raccogliere il sostegno del pubblico contrario all'approvazione della legge. Tuttavia, questa è stata annullata dopo forti pressioni da parte del governo. Il monarca ha quindi invitato tutti i dipendenti pubblici locali a boicottare le funzioni statali e federali in dimostrazione del sostegno alla sua posizione. Nel frattempo, l'esecutivo federale ha continuato a fare pressione sui governanti per ottener l'assenso al disegno di legge, dopo che questo è stato revisionato dal governo. Dopo la sua approvazione, la proposta di legge è stata sancita nella Costituzione federale nel marzo 1993.
La Costituzione permetteva il perseguimento dei regnanti resesi colpevoli di illeciti penali. È stata inoltre modificata la legge sulla sedizione del 1948 per consentire la critica pubblica dei governanti e creato un tribunale speciale, presieduto dal Lord Presidente del Tribunale federale, per poter perseguire i regnanti e i membri delle famiglie reali.

#### Conseguenze
Il sultano Iskandar e i suoi familiari non sono stati perseguiti per le loro passate violazioni della legge sulla base del fatto che l'immunità reale era ancora applicabile quando si è verificato l'incidente. Tuttavia, poco dopo i fatti, al monarca è stato chiesto di prendere misure per riabilitare la sua immagine pubblica, che è stata più o meno offuscata dall'incidente. In un discorso fatto poco dopo l'episodio, il sovrano è stato notato per aver attenuato un po' la sua immagine di duro mostrandosi più umile e facendo appello ai cittadini di Johor di continuare a essergli fedele.
L'incidente Gomez ha anche portato il governo federale nell'agosto 1993 a chiedere lo scioglimento della forza militare di Johor. Tuttavia, il disegno di legge è stato successivamente abrogato dal Parlamento.

### Politica

#### Giorni come Yang di-Pertuan Agong della Malesia
Poco prima della sua elezione a Yang di-Pertuan Agong nel 1983, un'ondata di rapporti fondati sulla volontà del sultano Iskandar di voler rovesciare il governo con l'adozione dello stato di emergenza ha raggiunto il capo dell'esecutivo Mahathir Mohamad. Il sovrano è stato accusato di avere strette relazioni con diversi militari chiave, tra cui il capo dell'esercito stesso. Il governo ha preso in seguito provvedimenti volti a contenere le scappatoie legali nell'ambito della Costituzione che hanno portato alla riduzione del potere di veto reale nell'approvazione delle leggi e che sono culminati in una crisi costituzionale alla fine del 1983. Tuttavia, durante il suo discorso inaugurale come Agong nel 1984, circa un mese dopo che gli emendamenti costituzionali sono stati approvate in parlamento, Iskandar ha espresso il sostegno pubblico per la costituzione riveduta e ha promesso di agire in conformità ai suggerimenti del Primo ministro.
Nel 1984 scoppiò uno scandalo diplomatico tra il Regno Unito e la Malesia, quando alcuni giornali britannici hanno pubblicato dei pezzi sull'investitura del sultano Iskandar con titoli come "Il killer diventa re" e "Un re killer". Ciò fece arrabbiare il governo malese, che chiesero scuse da parte del governo britannico. Quest'ultimo ha rifiutato di scusarsi a nome dei giornali, innescando tensioni tra i due paesi.
Due mesi più tardi, nel giugno del 1984, Iskandar nella sua qualità di Agong, ha sorpreso il pubblico malese, quando ha chiamato pubblicamente il Vice Primo ministro, Musa Hitam, chiedendogli di porgere scuse pubbliche davanti a tutta la Congregazione presente alla Moschea nazionale. Iskandar, da parte sua, era arrabbiato per le osservazioni che il politico aveva fatto nel corso della crisi costituzionale del 1983 che riteneva irrispettose. Musa ha esaudito la richiesta del monarca e coraggiosamente si fece avanti per porgere le scuse, salutato da un applauso scrosciante di tutta la Congregazione. L'evento, che è stato trasmesso in diretta in tutta la nazione dalla radio (ma non dalle emittenti televisive che hanno bruscamente terminato la trasmissione a metà), è stato visto da molti osservatori come un atto provocatorio da parte dell'Agong per favorire la sostituzione di Hitam.
Nel 1988, in qualità di Yang-Di Pertuan Agong, il monarca licenziò il Lord Presidente del Tribunale federale Tun Salleh Abas portando ad una crisi costituzionale. Tuttavia, gli osservatori hanno suggerito che sia l'allora Primo ministro Mahathir Mohamad che il monarca nutrivano del risentimento verso Salleh Abas. Nel 1973, Iskandar è stato ritenuto colpevole di aggressione e condannato a sei mesi di reclusione. In questo processo Salleh Abas era pubblico ministero aggiunto. Come rappresentante dell'accusa, Salleh aveva presentato ricorso alla Corte Suprema guidata da Raja Azlan Shah (in seguito sultano di Perak), chiedendo una pena più pesante per Iskandar, scatenando naturalmente la sua ira. Il licenziamento del Lord Presidente, ha tuttavia scatenato diverse polemiche, visto il modo in cui il monarca e il Primo ministro avevano gestito la questione. Il sovrano inoltre aveva rifiutato di perdonare il Lord Presidente, nonostante la volontà di Salleh di offrirgli le sue scuse.

#### Ultimi anni
L'invito pubblico di Iskandar di sostenere l'amministrazione di Abdullah Ahmad Badawi rivolto nell'ottobre del 2006 ha creato scalpore tra i sostenitori di Mahathir, quando ha osservato che "Mahathir dovrebbe agire come un pensionato". L'appello è stato lanciato in un momento in cui un'ondata di critiche ha colpito i due politici. Il sultano fu il primo sovrano dello Stato a difendere pubblicamente la politica del governo durante il periodo delle critiche di Mahathir contro l'amministrazione del rivale. Fonti precedenti tuttavia, hanno osservato la preoccupazioni del monarca per la spaccatura profonda tra i due. Il sovrano era giunto a chiedere loro di farsi fotografare insieme durante le celebrazioni del 60° del anniversario del partito dell'Organizzazione nazionale degli Stati malesi tenutesi a Johor Bahru.
Un mese dopo, nel novembre 2006, un altro piccolo scalpore è scoppiato durante la cerimonia di lancio della Regione per lo sviluppo Iskandar, quando il monarca ha affermato che il Causeway, la strada che collega Johor e Singapore, dovrebbe essere rimossa per consentire il passaggio delle navi e per promuovere lo sviluppo dello Stato. Egli ha anche osservato che le persone dovrebbero stare attente a tutti gli stranieri che ha definito "avvoltoi" e ha anche esortato le persone a non tenerli in grande considerazione, mostrando il suo dispiacere delle presunte tattiche sporche e degli inganni subiti dai suoi predecessori da parte dei colonialisti per favorire la costruzione della strada.
All'inaugurazione della 12ª Assemblea Statale di Johor avvenuta nell'aprile 2008, è scoppiata una polemica minore quando un membro dell'opposizione del parlamento, Gwee Tong Hiang, ha disatteso ai regolamenti sull'abbigliamento comparendo in abito e cravatta al posto del solito abbigliamento ufficiale e del songkok. Ciò ha determinato il suo allontanamento dall'assemblea poco prima dell'arrivo del sultano. Gwee, del Partito di Azione Democratica (DAP), ha sostenuto che non vi era alcun ordine dichiarato di indossare l'abbigliamento ufficiale e il songkok e ha espresso il suo desiderio di indossare un abito occidentale, suscitando critiche da parte di altri parlamentari e dal Menteri Besar, Abdul Ghani Othman, che lo aveva in precedentemente convinto ad indossare in abiti ufficiali. Il sultano, a quanto pare, si è fortemente arrabbiato con Gwee e lo ha criticato due giorni più tardi chiedendogli pubblicamente di incontrarlo.

### Stile di vita
Durante i suoi giorni come Re Supremo, Iskandar è stato spesso visto in pubblico mentre portava una pistola nella cintura, suscitando notevole preoccupazione e disagio da parte del pubblico della Malesia a causa del suo passato criminale. Fu anche noto per aver introdotto uno stile di vita stravagante. Era noto anche per essere un appassionato di moto. Documentari sul patriottismo nazionale mostravano il monarca cavalcare una moto della polizia in cerimonie pubbliche. Questi filmati hanno attirato critiche da parte del pubblico malese, che hanno ritenuto che le clip televisive del monarca erano inadeguate per il suo ruolo.

## Interessi
Da giovane il futuro monarca, ha ottenuto un brevetto di pilota dopo essersi addestrato nella gestione di aerei leggeri e medi ed elicotteri. Era anche appassionato di motociclette, ed è stato riferito che fosse in possesso delle competenze necessarie per smontare e rimontare una moto.
Il sultano era anche noto per la sua passione per molti tipi di sport all'aria aperta, in particolare il golf. Nei suoi ultimi anni, ha trascorso gran parte del suo tempo libero al Royal Johor Country Club. Inoltre, praticava il tennis e lo squash. Nei circoli privati, Iskandar era affettuosamente conosciuto come "Moody", diminutivo del nome Mahmud. Suo figlio, Abdul Majid, ha ereditato il suo interesse per il golf amatoriale e ha servito per un mandato come presidente dell'Associazione malese del golf.
Il monarca possedeva una grande collezione di animali domestici, in particolare pavoni, nel complesso dell'Istana Bukit, dove viveva con la consorte. In gioventù, Iskandar risiedeva all'Istana Bukit Coombe, che si trova nella parte superiore delle Coombe Hill. La residenza è stata costruita e progettata da imprese olandesi e in seguito ribattezzato Istana Bukit Iskandar. Il palazzo fu poi demolito nel 1987, sei anni dopo che Iskandar succedette al padre.

## Salute
Dopo aver subito un intervento di bypass aorto-coronarico negli Stati Uniti nel 2000, i suoi collaboratori hanno riferito che Iskandar aveva rallentato il suo ritmo di vita e che giocava a golf solo su base occasionale. Nel gennaio 2008 il monarca è stato ricoverato in un ospedale locale per una bronchite.

## Morte
Iskandar è morto a 77 anni il 22 gennaio 2010 alle 19:15 presso il Puteri Specialist Hospital di Johor Bahru. Il sovrano era stato ammesso nel corso della giornata a seguito di una malattia. La sua morte è stata annunciata ufficialmente alle 23:20 dal Menteri Besar di Johor Datuk Abdul Ghani Othman che ha annunciato che le bandiere saranno abbassate a mezz'asta a Johor dalle 6 alle 18. Il defunto è stato esposto nell'Istana Besar di Johor Bahru ed è stato poi sepolto nel Mausoleo Reale Mahmoodiah il giorno successivo alle 14. Al pubblico è stato permesso di rendere l'ultimo omaggio al monarca dalla mattina presto.
Erano presenti alle esequie lo Yang di-Pertuan Agong Tuanku Mizan Zainal Abidin e la Raja Permaisuri Agong Tuanku Nur Zahirah, il sultano del Brunei Hassanal Bolkiah, il Raja di Perlis Tuanku Syed Sirajuddin, il Raja Muda di Perlis Tuanku Syed Faizuddin Putra Jamalullail, il sultano di Pahang Ahmad Shah, il Tengku Mahkota di Pahang Tengku Abdullah, il sultano di Kedah Abdul Halim Mu'adzam Shah, il sultano di Perak Azlan Shah, il sultano di Selangor Idris Sharafuddin Shah, lo Yang Di-Pertuan Besar di Negeri Sembilan Tuanku Muhriz e il Tengku Mahkota di Kelantan Tengku Muhammad Faris Petra. Il primo ministro Dato' Seri Najib Tun Razak, ha annullato una breve visita in India per partecipare alle sue esequie. Erano presenti anche il Primo ministro di Singapore Lee Hsien Loong e il Ministro anziano Goh Chok Tong.
Suo figlio Tunku Ibrahim Iskandar è stato proclamato sultano di Johor lo stesso 23 gennaio.

## Onorificenze[128]

### Onorificenze malesi
Personalmente è stato insignito dei titoli di:

### Onorificenze di Johor
Personalmente è stato insignito dei titoli di: